# Atentados de Moscou em 1977
Os atentados de Moscou foram uma série de três atentados terroristas em Moscou em 8 de janeiro de 1977. Os ataques mataram sete pessoas e feriram gravemente outras 37. Ninguém assumiu a responsabilidade pelos atentados, embora três membros de uma organização nacionalista armênia tenham sido executados no início de 1979 após uma investigação da KGB e um julgamento secreto. Alguns dissidentes soviéticos disseram que os suspeitos tinham um álibi. Logo após o evento, Andrei Sakharov emitiu um apelo público, expressando preocupação de que os atentados pudessem "ser uma nova provocação por parte dos órgãos de repressão". De acordo com o historiador Jay Bergman, "quem realmente causou a explosão nunca foi determinado conclusivamente".